# Gorille
Gorilla
«  Gorilla » redirige ici. Pour les autres significations, voir Gorilla (homonymie).
Pour les articles homonymes, voir Gorille (homonymie).
Genre

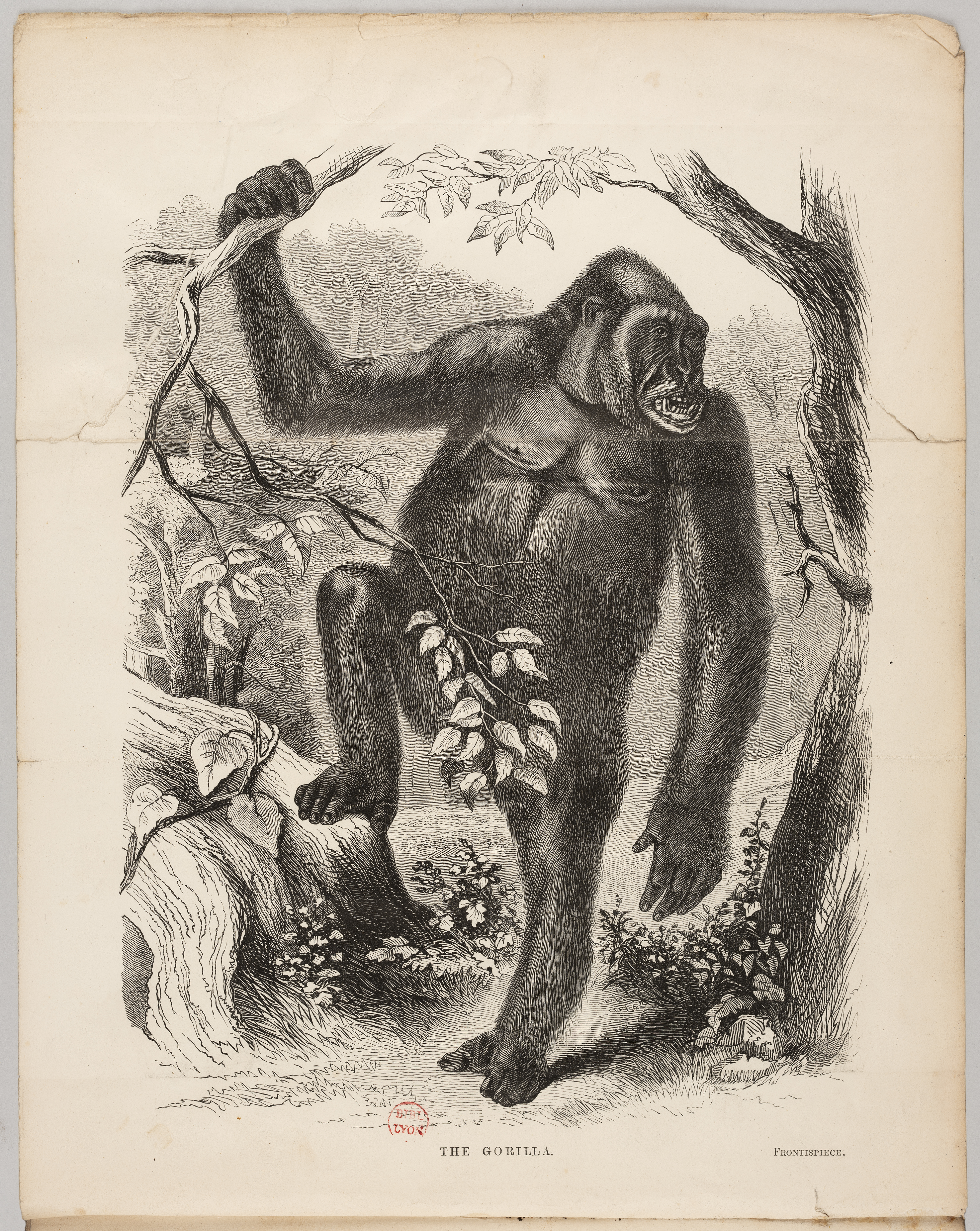
Paul Belloni Du Chaillu représentation d'un gorille. (Explorations and adventures in Equatorial Africa, British original edition).

Les Gorilles (Gorilla), sont un genre de grands singes appartenant à la famille des Hominidés. Ce sont les plus grands des hominoïdes actuels, les mâles, en particulier, peuvent développer une force physique colossale. Ces animaux au tempérament généralement placide, vivent en groupes dans les forêts tropicales ou subtropicales d’Afrique, où ils se nourrissent de végétaux et parfois d'insectes. On les trouve à des altitudes très variées : les gorilles des montagnes vivent dans les forêts de nuage des montagnes des Virunga, d'une altitude allant de 2 200 à 4 300 m, tandis que les gorilles des plaines de l'Ouest vivent dans les forêts denses et les marécages des plaines. Cependant, sur leur aire de répartition, leur présence très limitée en font des animaux rarissimes. Ce sont des espèces menacées de disparition, victime de la déforestation et du braconnage pour leur viande. Leur forte ressemblance avec l’Homme, couplée à leur force colossale en font des éléments récurrents dans les arts et la culture populaire. 

## Dénominations
Selon le Littré, le mot « gorille » fait son apparition dans le récit grec du périple de Hannon, datant du VIe siècle av. J.-C. ou VIIe siècle av. J.-C., mais il s'agit en fait du mot « gorgade » désignant, chez Pline l'Ancien citant Xénophon de Lampsaque,, les « femmes velues » que les Carthaginois disent avoir trouvées sur la côte de l'Afrique, en référence aux îles Gorgades, foyer des gorgones de la mythologie grecque. Plus tard, le philologue allemand Alexander Riese (en) (1840-1924), étudiant les manuscrits les plus anciens relatant le périple de Hannon, découvrit qu'en écriture onciale, les copistes successifs étaient passés de ΓΟΡΓÁΑΔΣ ("gorgaads", « gorgades ») à ΓΟΡỈΛΛΑΣ ("gorillas", « gorilles »), terme dérivé qui apparait dans une brochure de l'Académie royale des inscriptions et belles-lettres datant de 1759, définissant les gorilles comme « êtres velus rencontrés par le navigateur carthaginois Hannon en Afrique », et qui fut appliqué à ces primates lors de leurs découvertes par les occidentaux.

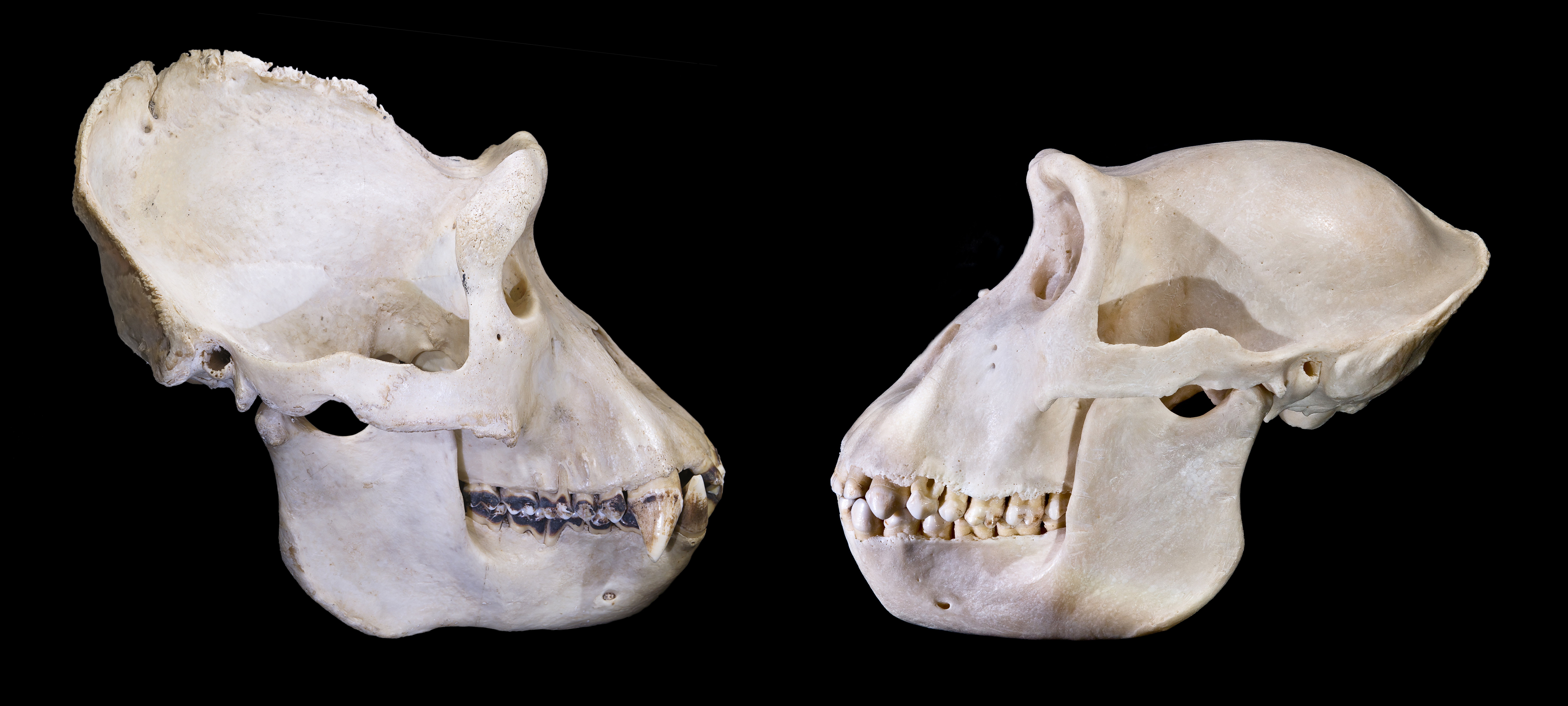
Dimorphisme sexuel du crâne : à gauche, un mâle ; à droite, une femelle - Muséum de Toulouse.

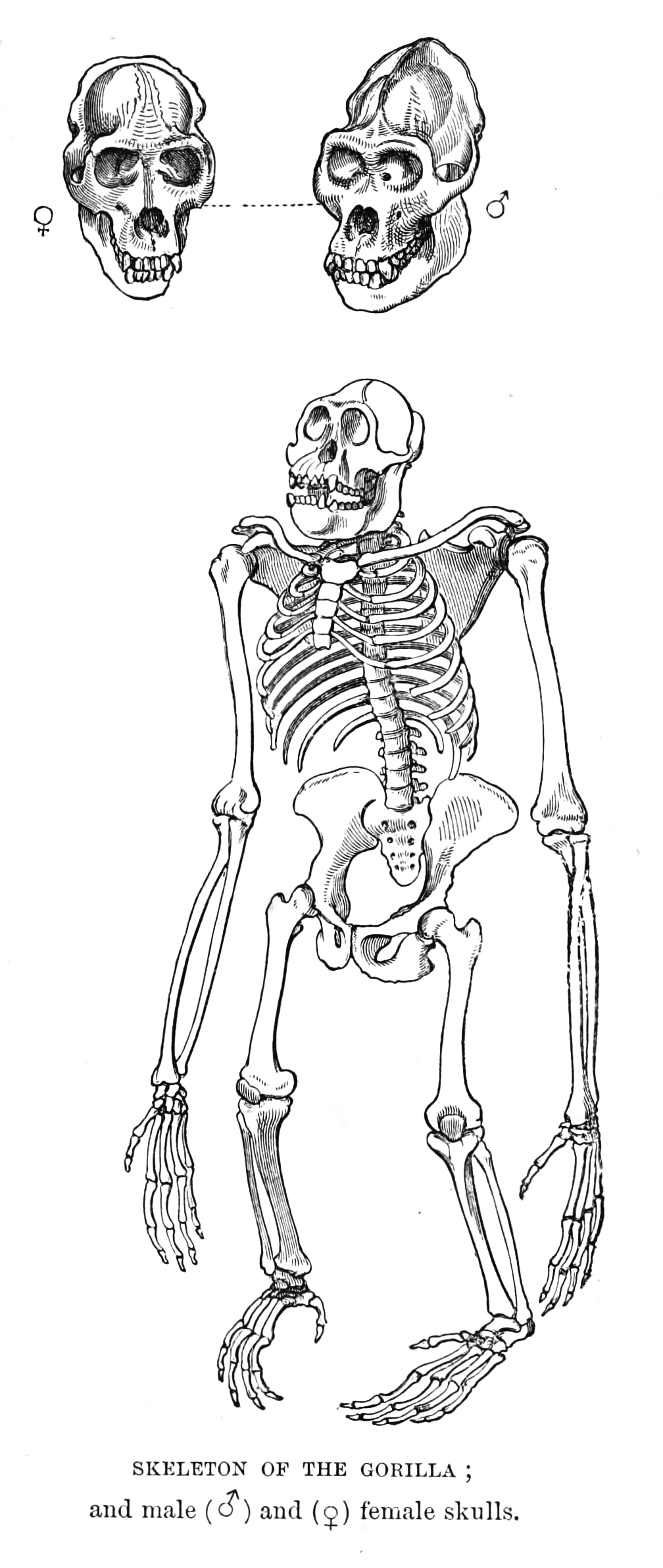
Le squelette d'un gorille.

## Caractéristiques
Le Gorille est, après le Bonobo et le Chimpanzé commun, l’animal le plus proche de l’humain du point de vue génétique. Cette parenté a été confirmée par les similitudes entre les chromosomes et les groupes sanguins. Le génome humain ne diffère que de 1,57 % de celui du gorille.
Redressés, les gorilles atteignent une taille de 1,70 m, mais ils sont en fait un peu plus grands car ils ont les genoux fléchis. L’envergure des bras dépasse la longueur du corps et peut atteindre 2,75 m.
Il existe une grande différence de masse corporelle entre les sexes : les femelles pèsent de 90 à 150 kg et les mâles jusqu'à 275 kg chez les gorilles de montagne.
Le pelage dépend du sexe et de l’âge. Chez les mâles les plus âgés se développe sur le dos une fourrure gris argenté, d'où leur nom de « dos argentés ». Le pelage des gorilles de montagne est particulièrement long et soyeux.
Comme tous les hominoïdes, les gorilles sont dépourvus de queue. Leur anatomie est puissante, le visage et les oreilles sont glabres. La face présente un torus sus-orbitaire marqué.
- Longévité : 30 ans en milieu naturel, jusqu'à 50 ans en captivité ;
- Durée de gestation : 250 à 270 jours ;
- Longueur moyenne du pénis en érection : 5 cm[7] ;
- Les gorilles, comme d'autres singes proches de l'homme, possèdent des dermatoglyphes (équivalent des empreintes digitales), y compris sur les phalanges des mains qui sont des zones de contacts avec le sol quand le gorille marche sur les poings fermés ou à demi ouverts[8].

## Écologie et comportement
Les gorilles habitent les forêts denses où ils sont actifs le jour. Tandis que les gorilles des pays plats préfèrent les forêts tropicales humides, les gorilles des montagnes vivent plutôt dans les forêts secondaires. Les gorilles des montagnes se tiennent la plupart du temps au sol. Les gorilles des pays plats grimpent souvent dans les arbres à la recherche de nourriture, même les mâles lourds montent fréquemment dans des arbres dont la hauteur peut atteindre vingt mètres. À terre, les gorilles marchent à quatre pattes en s'appuyant sur les phalanges de leurs mains et non sur les paumes comme d'autres singes plus franchement quadrupèdes (voir Locomotion sur les articulations). Chaque nuit, pour se reposer, ils construisent un nid de feuilles en à peine cinq minutes. Les gorilles de montagne ont leurs nids à terre la plupart du temps, les gorilles des pays plats dans les arbres.

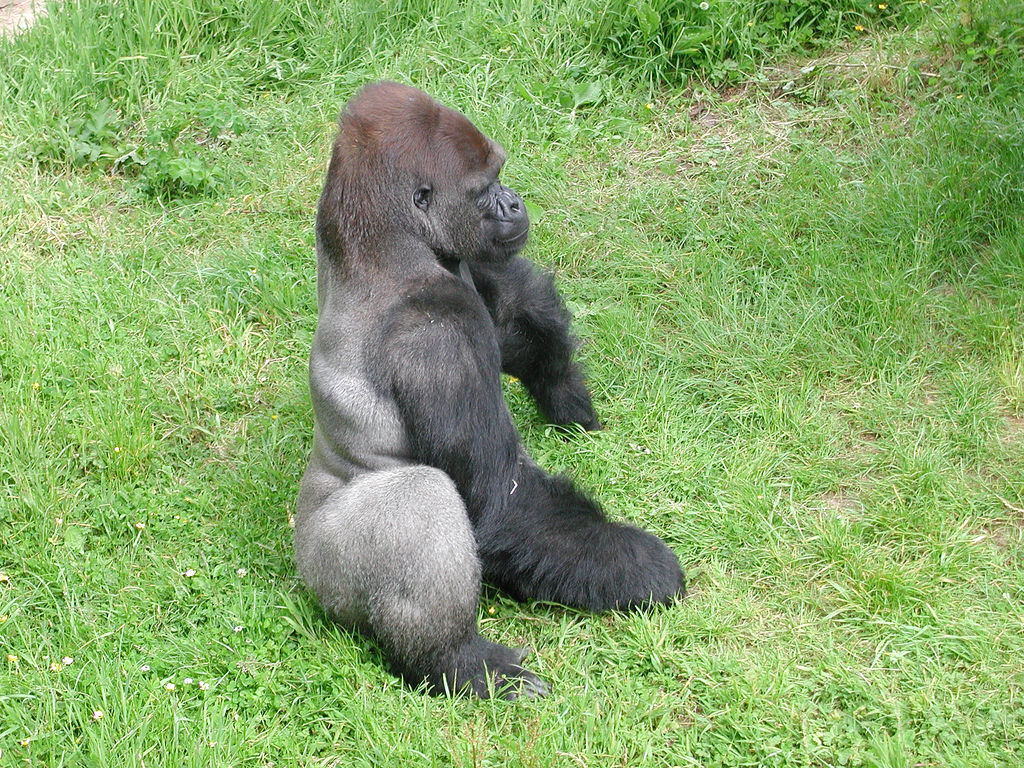
Gorille de l'Ouest, mâle adulte ou « dos argenté ».

Les gorilles vivent en groupe dans des harems (en) polygynes avec à leur tête un mâle adulte appelé « dos argenté ». La composition des groupes varie de deux à trente individus, la moyenne se situant entre 10 et 15. En général chaque groupe se compose d'un mâle adulte (mâle à dos d'argent), d'un ou de plusieurs mâles plus jeunes (mâles à dos noirs), de plusieurs femelles adultes (cinq à six) et de quelques petits. Lorsqu'il y a plusieurs mâles dans un groupe, seul le mâle dominant peut s'accoupler.
Malgré le dimorphisme sexuel de poids et taille importants, de récentes études ont montré que les femelles pouvait avoir un rang plus élevé que les mâles non-alpha, principalement si elles sont en couple avec le mâle alpha, montrant que malgré le dimorphisme, les relations intersexes sont plus complexes. 
Le comportement des groupes est variable, les séparations temporaires pour la recherche de nourriture sont fréquentes. Contrairement à beaucoup d'autres genres de primates ce sont le plus souvent les femelles qui quittent le groupe pour en trouver un autre. Les groupes durent généralement longtemps, parfois surviennent des luttes entre mâles pour savoir qui dirigera le groupe. Si un nouveau mâle gagne, il tue la descendance du vaincu. On peut voir dans cet infanticide un profit biologique du fait que les femelles qui allaitent ne peuvent pas concevoir et, après la mort de leur petit, sont rapidement prêtes à copuler de nouveau.
L'instinct territorial est peu développé, plusieurs groupes cherchent leur nourriture aux mêmes endroits mais en s'évitant les uns les autres. Comme leur nourriture se compose surtout de feuilles, ils n'ont pas à aller bien loin pour la trouver, d'abord parce que les feuilles abondent, ensuite parce qu'elles sont peu nutritives et souvent difficiles à digérer, ce qui les oblige à de longues périodes de repos. Les gorilles disposent d'une série de sons, de cris, d'attitudes et de grognements qu'ils utilisent pour reconnaître les membres de leur groupe et les étrangers et aussi comme moyen d'intimidation. On connaît bien leur façon de se frapper la poitrine. On croyait autrefois ce comportement réservé aux mâles plus âgés, on le retrouve en fait chez tous les individus. Il sert probablement à signaler sa position, ou il s'agit d'un rituel de bienvenue. Début 2009, l'une des plus vastes études jamais faites sur les grands singes, menée par des scientifiques de l'université de St Andrews en Écosse, indique l'existence d'un langage commun chez tous les gorilles basé sur 102 signes,.
On a longtemps cru que les gorilles échouaient au test du miroir, puis il a été suggéré que c'était parce que les adultes évitent habituellement de se regarder les uns les autres en face à face (devant un grand miroir placé dans leur environnement, auquel ils peuvent librement accéder, à la différence des chimpanzés, les gorilles semblent pratiquement ne jamais se regarder de face). Le test a alors été réalisé en remplaçant le miroir par une caméra et un écran vidéo[réf. nécessaire] ce qui a montré que le gorille se reconnaissait. Les enfants humains sont susceptibles de réussir le test à partir de 18 mois,.

### Prédateurs
Les seuls prédateurs du gorille sont le léopard et l'être humain.

### Régime alimentaire
Les gorilles se nourrissent principalement de végétaux : fruits en grande partie, pousses, tiges, feuilles, mais parfois aussi d'insectes (termites et autres). Grâce à ce régime alimentaire et leurs nombreux déplacements, les gorilles participent à la régénération des forêts. En ingérant une grande quantité de graines et en les rejetant dans les trouées forestières, les gorilles participent activement à la régénération des forêts.

### Utilisation d'outils

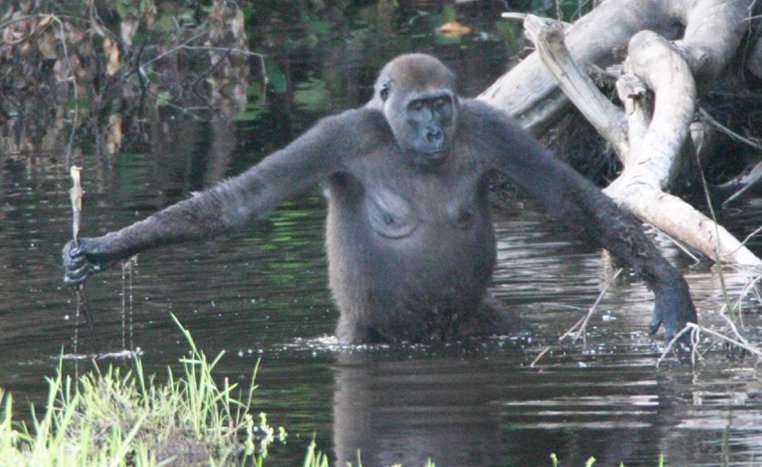
Gorille sondant la profondeur de l'eau avec un bâton, février 2020.

On a longtemps pensé que les gorilles étaient les moins doués de la famille des grands singes et qu'ils ne savaient pas utiliser d'outils. On a observé récemment que les gorilles des plaines de l'ouest utilisent des bâtons avec lesquels ils sondent les marécages et les cours d'eau avant de les traverser.

## Aire de répartition et habitat

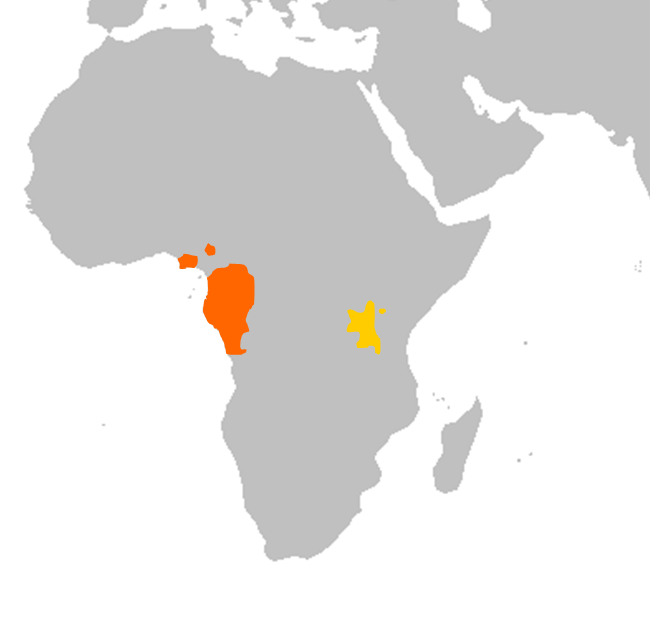
Répartition géographique des deux espèces du genre Gorilla.

Leur aire de répartition se partage sur deux massifs forestiers géographiquement distants de quelque mille kilomètres, l'un est situé à l'est de l'Afrique centrale, l'autre à l'ouest de celle-ci.
Le bloc forestier ouest-africain abrite la sous-espèce la plus abondante (Gorilla gorilla gorilla ou waren).
Sa population est estimée entre 40 000 et 80 000 individus, répartis sur le Cameroun, la Guinée équatoriale, le Gabon, le Congo-Brazzaville et la République centrafricaine.
Une population relique (Gorilla gorilla diehli) de quelque 250 individus subsiste dans la partie sud du Nigeria à la frontière avec le Cameroun.
Le bloc forestier est-africain abrite les deux autres sous-espèces. Les quelque 12 000 gorilles des plaines orientales (Gorilla beringei graueri) se répartissent en plusieurs populations isolées à l'est de l'actuelle République démocratique du Congo, dans des habitats variables allant des plaines aux forêts de haute altitude (jusqu'à 3 300 mètres).
Les gorilles de montagne (Gorilla beringei beringei), dont il subsiste environ 600 individus, vivent dans la forêt impénétrable de Bwindi en Ouganda.

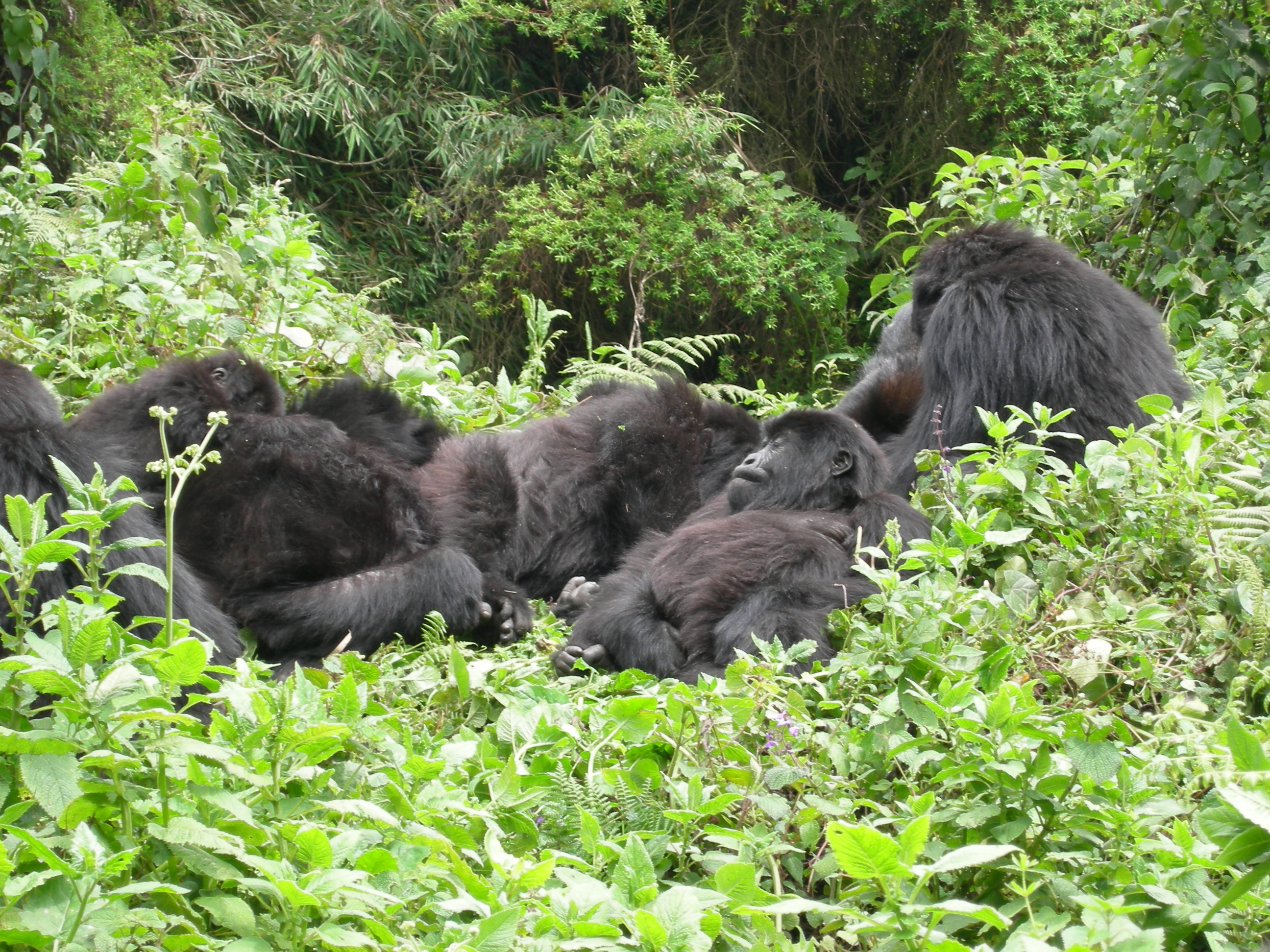
Groupe de gorilles des montagnes, dans la forêt rwandaise.

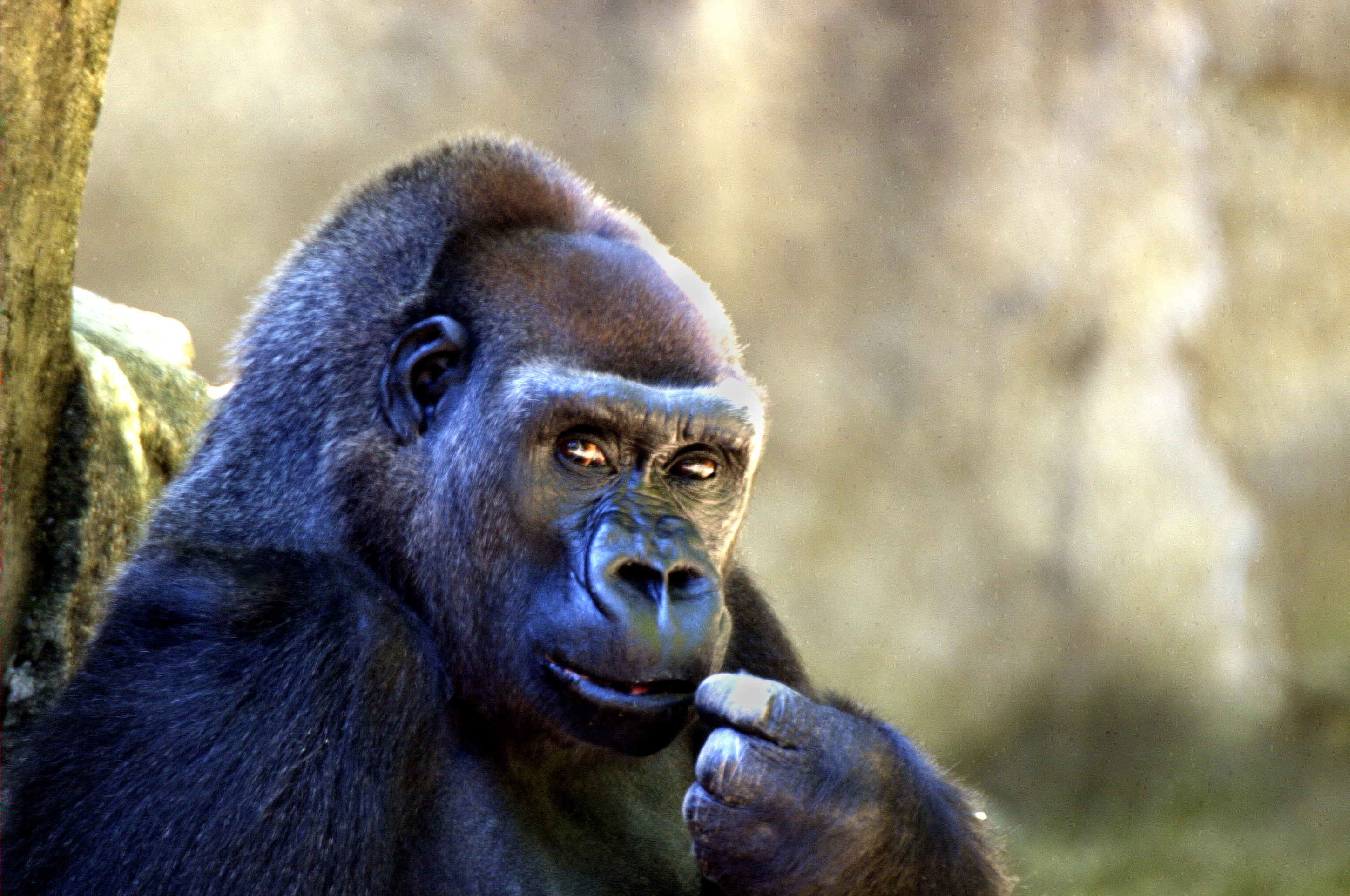
Un gorille.

## Classification

### Découverte par les Occidentaux

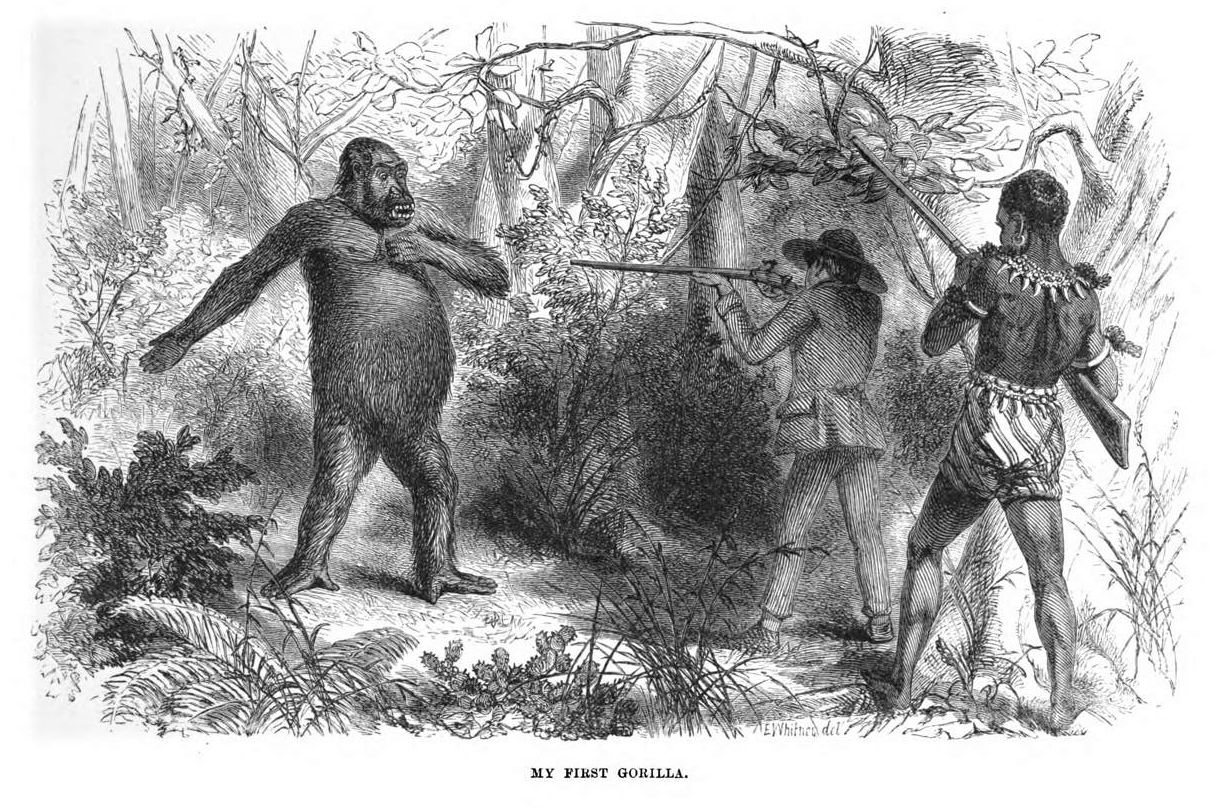
Paul Belloni Du Chaillu rencontre un gorille. (Explorations and adventures in Equatorial Africa, British original edition, p. 71).

Alors qu'il était venu en Afrique pour retrouver son père (Claude-Alexis Eugène Duchaillut, initiateur du Comptoir nantais du Gabon afin d'y développer la culture de la canne à sucre, du caféier et exploiter la forêt équatoriale), l'aventurier puis explorateur franco-américain, Paul Belloni Du Chaillu est le premier occidental à observer et étudier des gorilles vivants dans leur milieu naturel, lors de son premier voyage à travers l'Afrique équatoriale occidentale effectué de 1856 à 1859.
La publication en 1861 du récit de ses Explorations donne lieu à un ensemble de polémiques, tant vis-à-vis de du Chaillu qu'entre scientifiques, collectivement appelées les « guerres du gorille ».

Dans son livre, du Chaillu présente de façon dramatique sa rencontre avec un gorille : 
« Devant nous se tenait un immense gorille mâle [...] presque six pieds de haut, un corps immense, une gigantesque poitrine, de grands bras musculeux, de grands yeux d'un gris profond, une expression diabolique sur le visage, semblant sorti d'une vision de cauchemar, tel se tenait devant nous le roi de la forêt africaine [...] Ses yeux commencèrent à briller d'une lueur furieuse, tandis que nous restions immobiles, sur la défensive [...] Il me faisait penser à rien de moins qu'à une créature sortie d'un rêve infernal, un être d'un ordre hideux, mi-homme, mi-bête [...] Et là, tandis qu'il hurlait et se frappait la poitrine avec rage, nous tirâmes et le tuâmes. »
Le 18 août 1864, il expédie en Angleterre toutes les collections qu'il a amassées durant ses différentes excursions et qui comprennent notamment six peaux et sept squelettes de gorilles, ainsi qu'une peau et deux squelettes de chimpanzés.
En 1867, du Chaillu réside à Twickenham où il rédige L'Afrique sauvage (A Journey to Ashango-Land : and further penetration into equatorial Africa) qui est publié à Londres chez Murray et est traduit en français l'année suivante chez Michel Lévy Frères.

### Phylogénie
Phylogénie des genres actuels d'hominidés, d'après Shoshani et al. (1996) et Springer et al. (2012) :
| Gorillini | Gorilla (Gorille)                                                                                             |
|           | Gorilla (Gorille)                                                                                             |
| Hominini  | \| Panina \| Pan (Chimpanzé) \| \| \| Pan (Chimpanzé) \| \| Hominina \| Homo (Homme) \| \| \| Homo (Homme) \| |
|           | \| Panina \| Pan (Chimpanzé) \| \| \| Pan (Chimpanzé) \| \| Hominina \| Homo (Homme) \| \| \| Homo (Homme) \| |
| Panina    | Pan (Chimpanzé)                                                                                               |
|           | Pan (Chimpanzé)                                                                                               |
| Hominina  | Homo (Homme)                                                                                                  |
|           | Homo (Homme)                                                                                                  |

| Panina   | Pan (Chimpanzé) |
|          | Pan (Chimpanzé) |
| Hominina | Homo (Homme)    |
|          | Homo (Homme)    |

| Gorillini | Gorilla (Gorille)                                                                                             |
|           | Gorilla (Gorille)                                                                                             |
| Hominini  | \| Panina \| Pan (Chimpanzé) \| \| \| Pan (Chimpanzé) \| \| Hominina \| Homo (Homme) \| \| \| Homo (Homme) \| |
|           | \| Panina \| Pan (Chimpanzé) \| \| \| Pan (Chimpanzé) \| \| Hominina \| Homo (Homme) \| \| \| Homo (Homme) \| |
| Panina    | Pan (Chimpanzé)                                                                                               |
|           | Pan (Chimpanzé)                                                                                               |
| Hominina  | Homo (Homme)                                                                                                  |
|           | Homo (Homme)                                                                                                  |

| Panina   | Pan (Chimpanzé) |
|          | Pan (Chimpanzé) |
| Hominina | Homo (Homme)    |
|          | Homo (Homme)    |

Ce sont les singes les plus proches de l'Homme après les Bonobo et les Chimpanzés, puisque l'ADN des gorilles ne diffère que de 1,75 % par rapport à celui des humains.

### Espèces et sous-espèces actuelles
On distingue deux espèces, l'une vivant dans l’Est et l'autre dans l’Ouest de l'Afrique, et quatre sous-espèces :
- le Gorille de l'Ouest (Gorilla gorilla) :
  - le Gorille des plaines de l'Ouest (Gorilla gorilla gorilla) ;
  - le Gorille de la rivière Cross (Gorilla gorilla diehli) ;
- le Gorille de l'Est (Gorilla beringei) :
  - le Gorille des montagnes (Gorilla beringei beringei) ;
  - le Gorille des plaines de l'Est (Gorilla beringei graueri).

Photos de différentes espèces et sous espèces de gorille
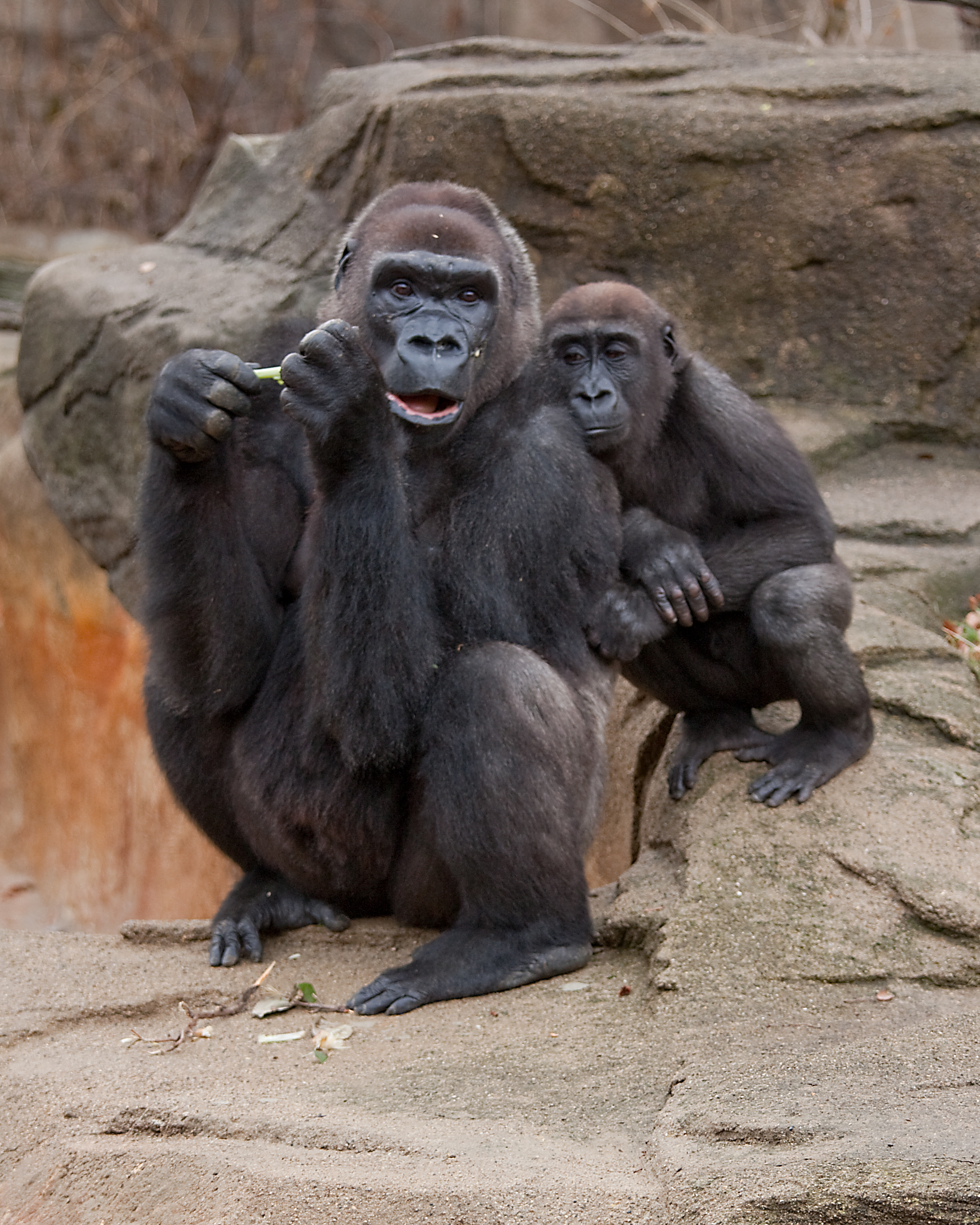
Gorille des plaines de l'ouest, femelle et petit.
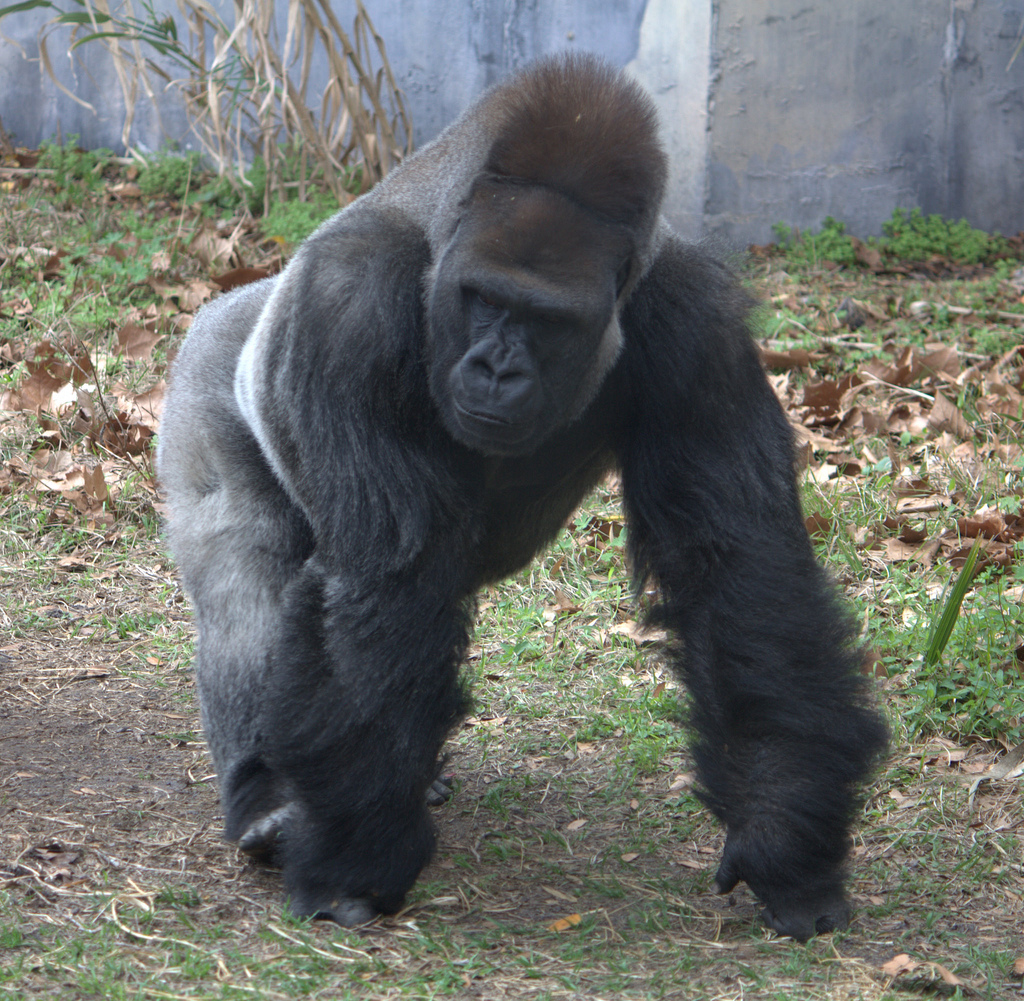
Gorille des plaines de l'ouest, mâle.
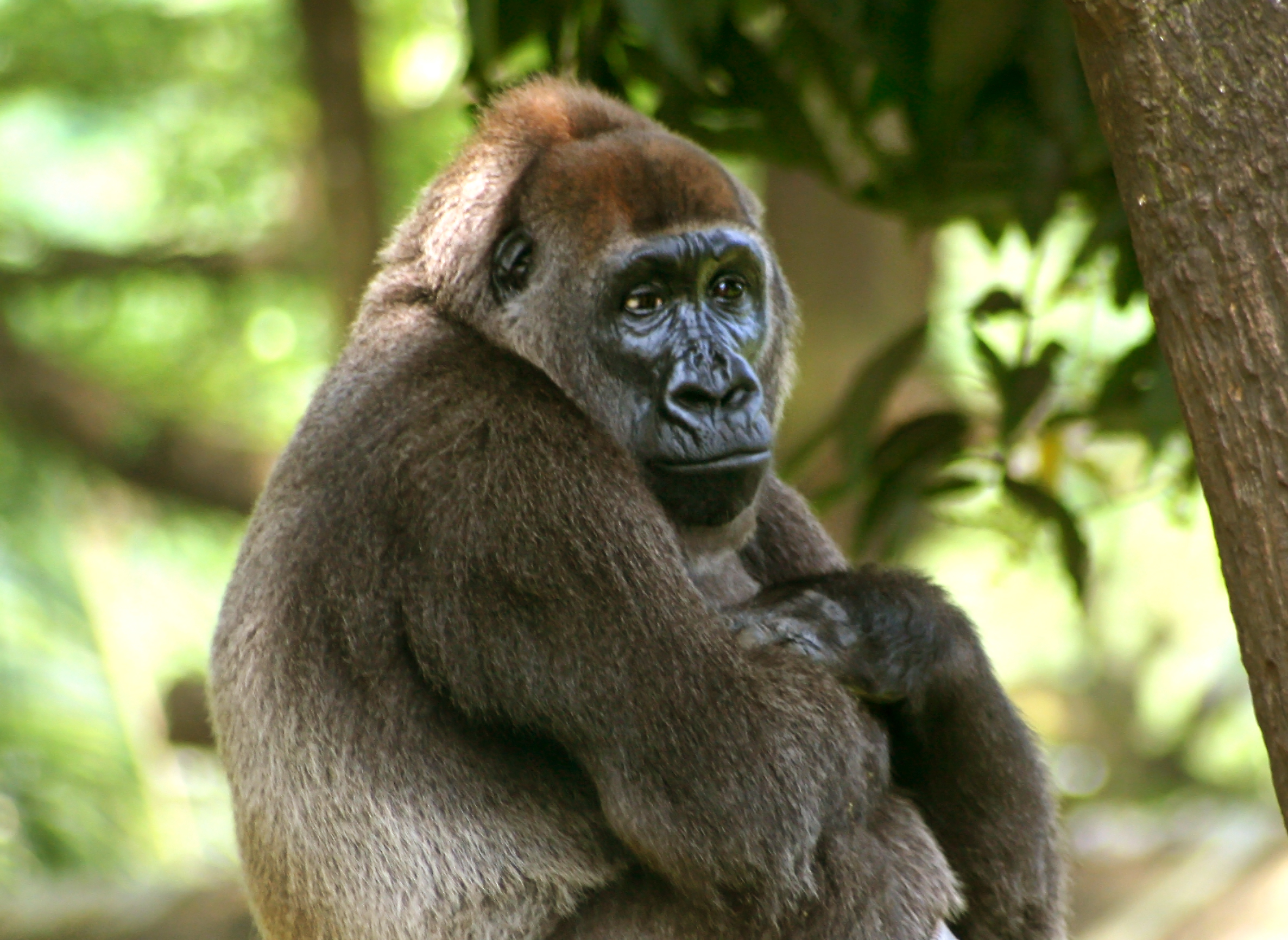
Gorille de la rivière Cross, femelle.
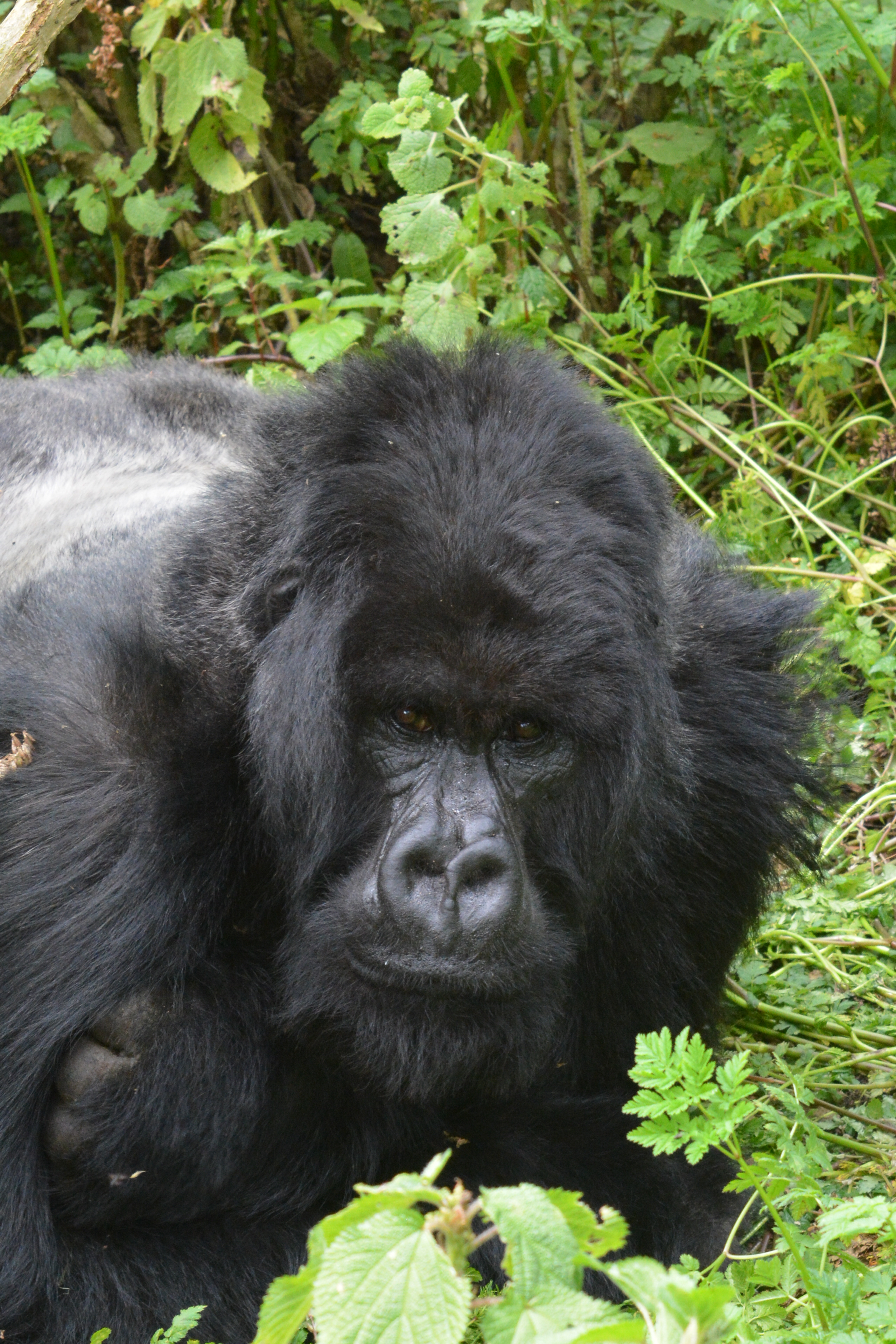
Gorille des montagnes, mâle dominant d'une famille du parc national des volcans.
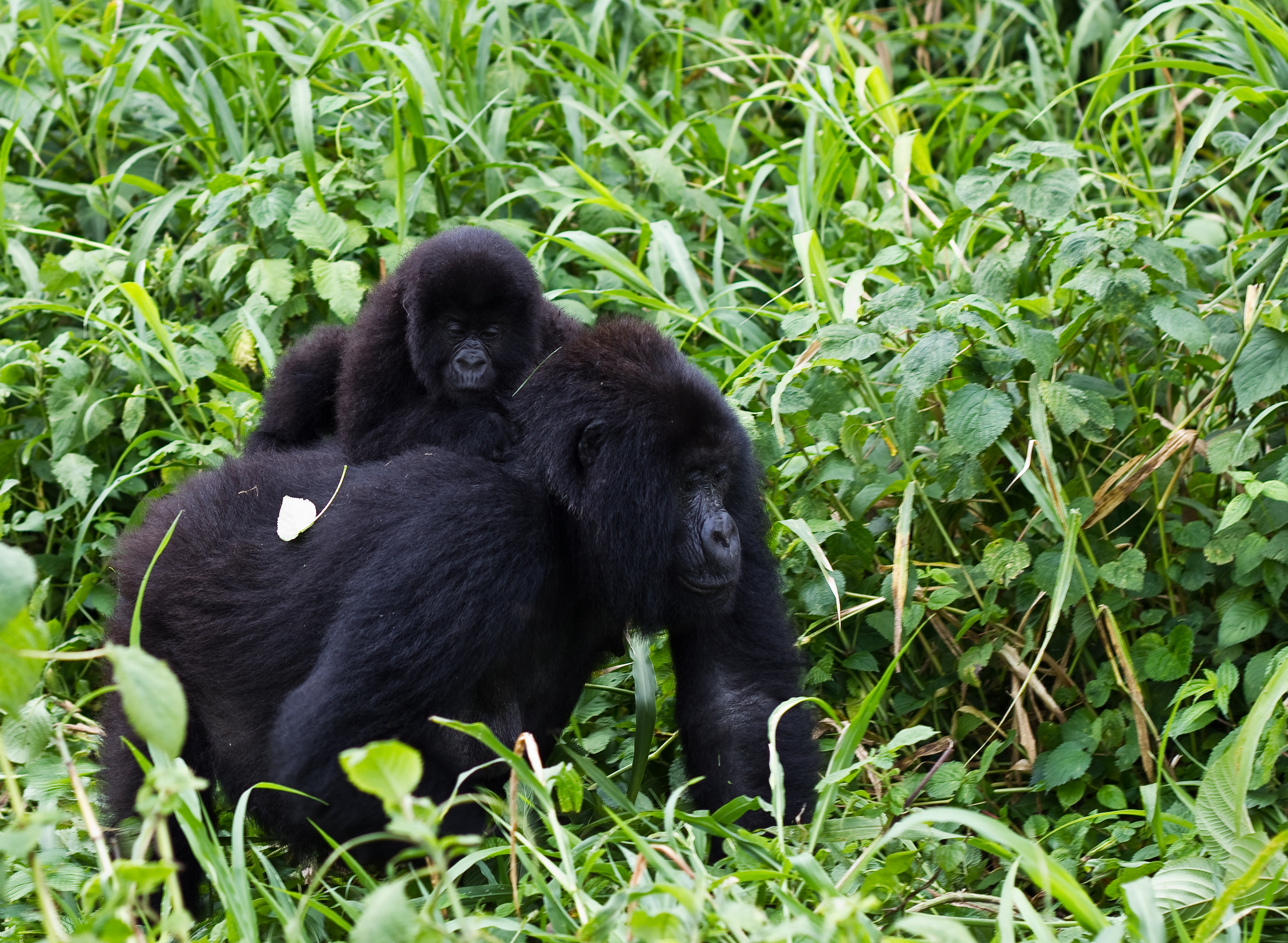
Gorille des montagnes, femelle et son petit.
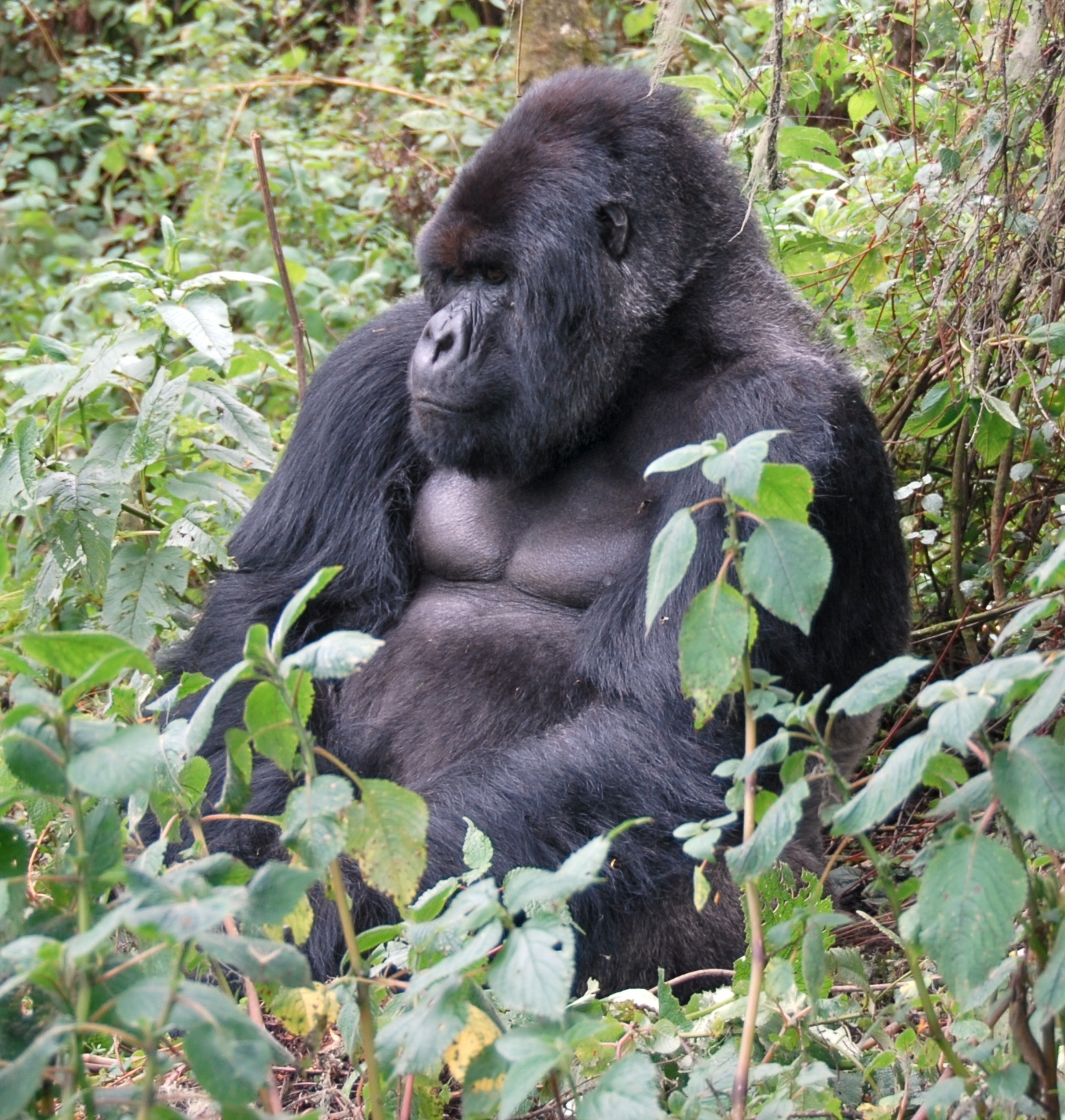
Gorille des montagnes, mâle.
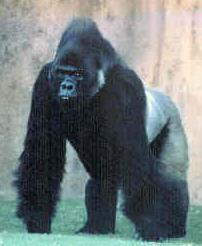
Gorille des plaines de l'est, mâle.

### Espèces fossiles
Les espèces fossiles de la tribu des Gorillini restent encore quasiment inconnues.
L'espèce Chororapithecus abyssinicus a été définie en 2007 par une équipe japonaise qui a découvert en Éthiopie 9 dents fossiles, datées au départ de 10,5 à 10 millions d'années. Ces dents ont été jugées proches de celles du gorille actuel, ce qui a encouragé les auteurs de la découverte à classer cette espèce dans la tribu des Gorillini. En l'absence de restes fossiles plus importants, son statut demeure néanmoins incertain. En février 2016, une nouvelle étude géologique de la formation Chorora, où les dents fossiles ont été trouvées, a révisé leur datation à 8 Ma.

## Menaces et conservation
Les espèces de gorilles sont toutes les deux classées « en danger critique d'extinction » sur la liste rouge de l'Union internationale pour la conservation de la nature (UICN).
Le gorille de la rivière Cross, le gorille des montagnes et le gorille des plaines de l'Est sont les trois de quatre sous-espèces de gorilles qui ont été incluses entre 2000 et 2020 dans la liste des 25 espèces de primates les plus menacées au monde.
| Espèce             | Statut de conservation UICN     | Sous-espèce                    | Statut                          | Population estimée (2016 et 2018) | Aires protégées (non exhaustif)  | Aires protégées (non exhaustif)                                                                                  | Individus en captivité (2019) |
| ------------------ | ------------------------------- | ------------------------------ | ------------------------------- | --------------------------------- | -------------------------------- | --- | ----------------------------- |
| Gorille de l'Ouest | En danger critique d'extinction | Gorille de la rivière Cross    | En danger critique d'extinction | 100 à 250                         | Nigeria                          | Parc national de la Rivière Cross                                                                                | Aucun                         |
| Gorille de l'Ouest | En danger critique d'extinction | Gorille de la rivière Cross    | En danger critique d'extinction | 100 à 250                         | Cameroun                         | - Parc national de Takamanda - Sanctuaire de Kagwene (en) - Sanctuaire Tofala Hill Wildlife                      | Aucun                         |
| Gorille de l'Ouest | En danger critique d'extinction | Gorille des plaines de l'Ouest | En danger critique d'extinction | 316 000                           | Cameroun                         | Parcs nationaux de Campo-Ma’an, de Lobéké et de Nki. Mengame Gorilla Sanctuary                                   | 810                           |
| Gorille de l'Ouest | En danger critique d'extinction | Gorille des plaines de l'Ouest | En danger critique d'extinction | 316 000                           | Gabon                            | Parc national d'Ivindo                                                                                           | 810                           |
| Gorille de l'Ouest | En danger critique d'extinction | Gorille des plaines de l'Ouest | En danger critique d'extinction | 316 000                           | République du Congo              | Parcs nationaux de Conkouati-Douli, de Nouabalé-Ndoki, de Ntokou-Pikounda, d'Odzala-Kokoua et de l'Ogooué-Leketi | 810                           |
| Gorille de l'Ouest | En danger critique d'extinction | Gorille des plaines de l'Ouest | En danger critique d'extinction | 316 000                           | Guinée équatoriale               | Parc national de Monte Alén                                                                                      | 810                           |
| Gorille de l'Est   | En danger critique d'extinction | Gorille des montagnes          | En danger d'extinction          | 600                               | Ouganda                          | Parcs nationaux des gorilles de Mgahinga et de la forêt impénétrable de Bwindi                                   | Aucun                         |
| Gorille de l'Est   | En danger critique d'extinction | Gorille des montagnes          | En danger d'extinction          | 600                               | Rwanda                           | Parc national des volcans                                                                                        | Aucun                         |
| Gorille de l'Est   | En danger critique d'extinction | Gorille des montagnes          | En danger d'extinction          | 600                               | République démocratique du Congo | Parc national des Virunga                                                                                        | Aucun                         |
| Gorille de l'Est   | En danger critique d'extinction | Gorille des plaines de l'Est   | En danger critique d'extinction | 3 800                             | République démocratique du Congo | Parcs nationaux de la Maiko et de Kahuzi-Biega. Réserves de Punia et d'Itombwe                                   | 1                             |

1. ↑  Les gorilles habitent dans la quasi-totalité des aires protégées du pays.

### Typologie des menaces
Le gorille des plaines de l'ouest (Gorilla gorilla gorilla), plus petit que le gorille des montagnes, est reconnu sur le plan international comme espèce en danger (statut UICN). Plusieurs raisons expliquent sa situation :
- destruction de son habitat ;
- chasse illégale pour sa viande ;
- croyances fétichistes (pouvoir attribué à son crâne, ses os, ses mains) ;
- contrebande de bébés gorilles ;
- maladies infectieuses transmises par l'homme.

À cela, s'ajoute l'apparition de la maladie à virus Ebola et d'autres pathologies. Depuis novembre 2000 au Congo-Brazzaville et au Gabon, l'apparition du virus Ebola a fait plusieurs centaines de victimes parmi les grands singes. Des estimations faisaient état en 2006 de la disparition de près de 5 000 gorilles à la suite de cette épidémie.
Réunis en mars 2010 au Qatar, les experts de la conservation révélaient que les gorilles pourraient disparaître des vastes régions du bassin du Congo d'ici à 2020. « Sauf le gorille des montagnes », précisait Ian Redmond, spécialiste des grands singes aux Nations unies. De fait, au Rwanda, cette population a augmenté de 28 % depuis les dix dernières années.
Au moins trois des huit gorilles du zoo de San Diego ont été, en janvier 2021, testés positifs au SARS-CoV-2, confirmant que l'espèce peut faire partie des animaux vulnérables à la COVID-19

### Efforts de conservation

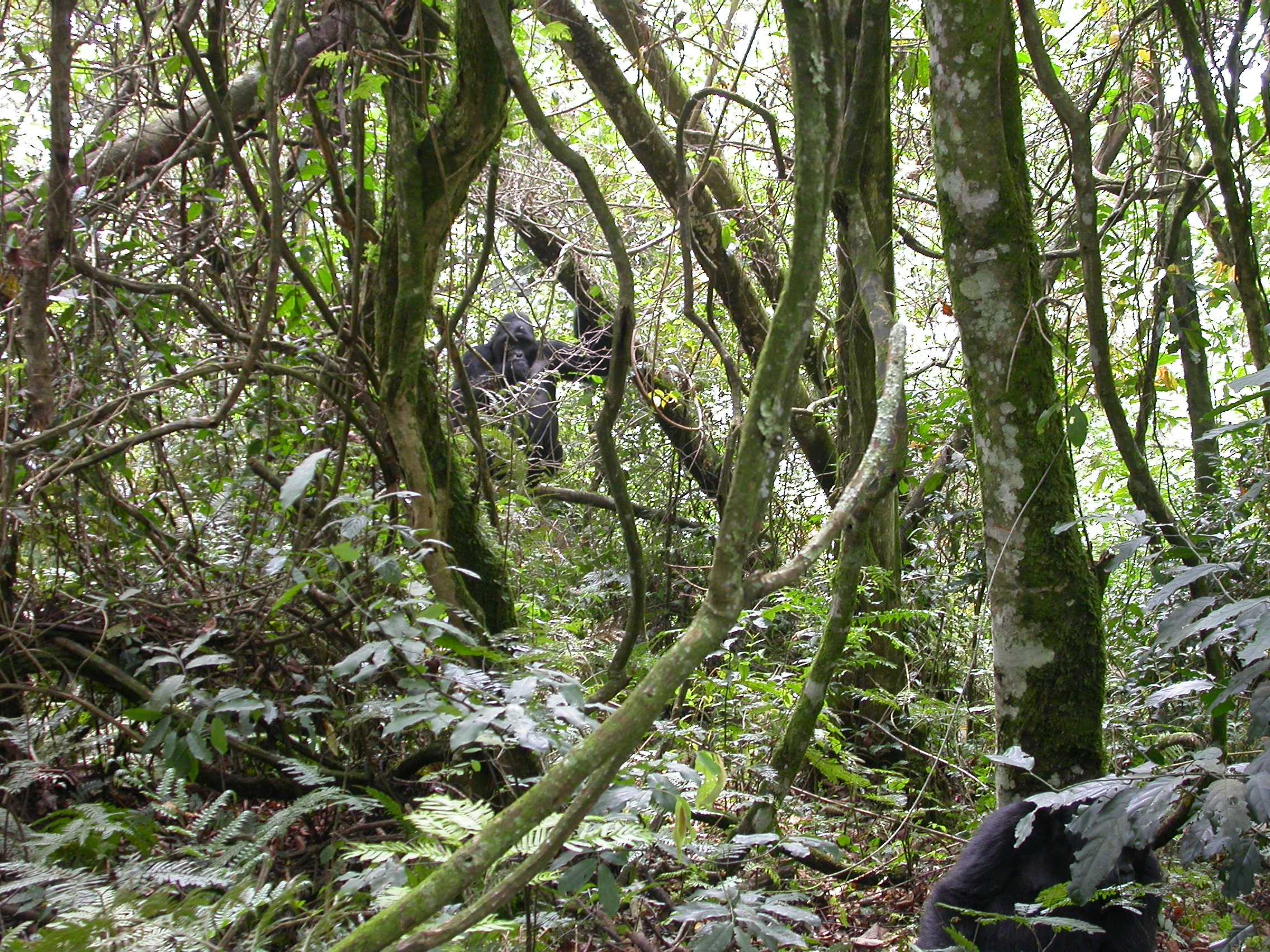
Gorilles dans la forêt impénétrable de Bwindi en Ouganda.

Le World Wildlife Fund (WWF) est un acteur actif depuis les années 1960, ayant contribué à la protection des habitats, au renfoncement des frontières à l’égard du marché noir des ossements de primates, puis à la promotion de la conservation du gorille auprès des communautés. Parmi la multitude d’actions entreprises, cet organisme a, entre autres, permis la mise en place de l’Accord gorilla en 2007. L’entièreté des pays hébergeant des populations d’espèces de gorilles, à petite ou grande échelle, a été incluse dans cet accord, ayant pour but premier de conserver des habitats stricts et augmenter la surveillance à l’égard de ces primates.
Le TRAFFIC, un programme issu du WWF, est une autre référence importante, en ce qui concerne la conservation des gorilles. Les trois objectifs principaux du TRAFFIC : réduire le braconnage, le trafic illégal et la forte demande dans les pays de la Chine, Thaïlande et Vietnam. En association avec son créateur, ils créent le Wildlife Crime Initiative (WCI) en 2014, visant spécialement à combattre le braconnage des espèces en voie de disparition dans les continents d’Asie et d’Afrique, dont ceux des gorilles.
La pandémie de COVID-19 a également touché les populations de gorille, particulièrement les gorilles des montagnes, se trouvant dans la forêt de Bwindi et les montagnes des Virunga. Le Fonds d’intervention d’urgence (RRF) de l’UNESCO est une réponse pour contrer cette menace : il permettra une surveillance accrue de la santé des gorilles et de l’équipement sanitaire adéquat pour le personnel entrant en contact avec les gorilles.
Toutes les espèces de gorilles sont inscrites sur l'annexe I de la CITES.

## Aspects ethnobiologiques

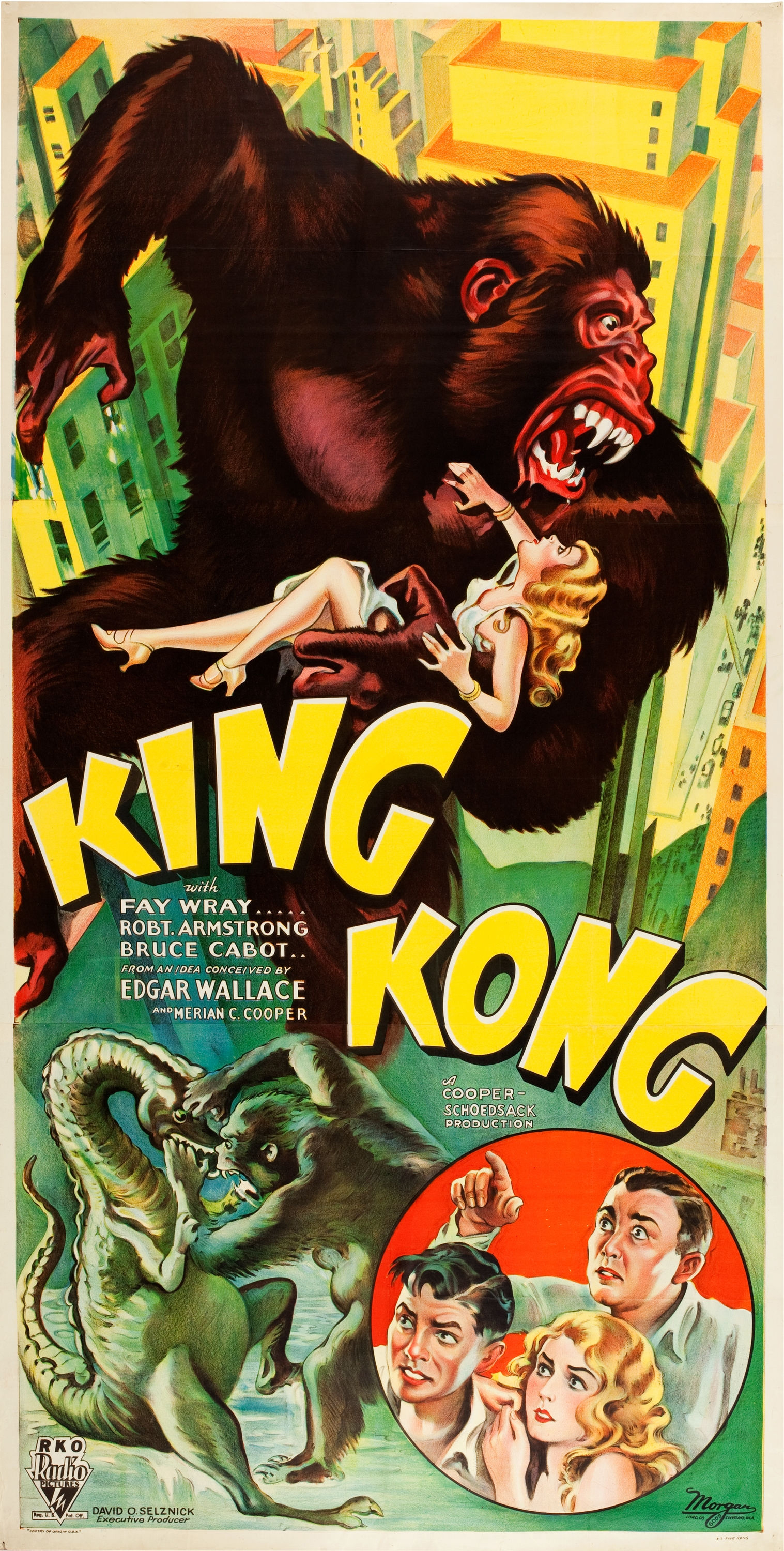
Affiche du film King Kong (1930).

De nombreux livres, romans et films ont popularisé l'image du gorille, entretenant parfois des clichés sur l'animal. Au niveau cinématographique, bien que le gorille soit souvent présenté comme un singe fruste et brutal, la série de films la plus célèbre reste La Planète des singes, tiré du roman du français Pierre Boulle, où ces animaux partagent la vedette avec les chimpanzés et les orang-outans.
On peut également évoquer le personnage de King Kong, sorte de gorille géant marchant le plus souvent en position debout dans la plupart de la série de films évoquant ce monstre, ce qui ne correspond pas cependant à la façon dont le gorille se déplace dans la réalité (excepté  dans la version du réalisateur Peter Jackson, produite en 2005 où le personnage est représenté le plus souvent à quatre pattes).
Un festival de cirque dénommé « Gare au gorille » est organisé, chaque année à Pleumeur-Bodou en Bretagne. La 6e édition s'est déroulée le 30 mai 2019.
Dans un genre différent, l'éthologue, zoologiste et primatologue américaine, Dian Fossey, spécialisée dans l'étude du comportement des gorilles de l'Est a beaucoup œuvré pour rendre au gorille, sa vraie image. Elle est l'auteur de plusieurs ouvrages écrits dont un livre de mémoire dénommé Gorilles dans la brume, qui a fait l'objet d'une adaptation cinématographique.

### Gorilles célèbres
Dans la réalité
- Flocon de Neige

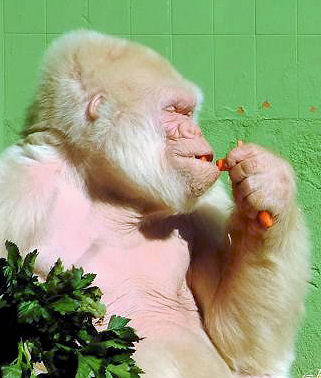
Flocon de neige.

- Digit, tué par des braconniers, sa sépulture est située à côté de celle de Dian Fossey. Le Digit Fund (en) (Dian Fossey Gorilla Fund International) est créé en son hommage
- Harambe
- Koko, célèbre gorille qui a appris la langue des signes (comme l'orang-outan Chantek (en), le chimpanzé Washoe et le bonobo Kanzi)[45]
- Titus
- Gargantua

Dans la fiction
- Congo Bill (comics)
- Donkey Kong (jeu vidéo)
- Gorgilla (comics)
- Gorilla Grodd (comics)
- Ishmael (littérature)
- Katie (cinéma)
- Magilla le gorille (cartoon)
- Joe (cinéma)
- Monsieur Mallah (comics)
- Kerchak (littérature, puis cinéma)
- King Kong (cinéma)
- Ranko (bande dessinée)
- Sally Jones (littérature)

### Expressions avec le mot «gorille»
- Un gorille désigne familièrement un garde du corps. Ce terme peut aussi être utilisé pour désigner un homme d'une grande force physique, très laid et quelquefois violent[46].

### Dans la littérature
- L'idée principale du roman La Planète des singes est venue à l'écrivain Pierre Boulle lors d'une visite au zoo, en observant les gorilles. Il dit à ce sujet : « J'étais impressionné par leurs expressions quasi-humaines. Cela m'amena à imaginer ce que donnerait une relation homme/singe. Certains croient que j'avais King Kong en tête lorsque j'ai écrit mon livre, mais c'est totalement faux ». Il imagine dans ce livre une société dans laquelle les chimpanzés sont les scientifiques, les orangs-outans sont les administrateurs et les gorilles sont détenteurs du pouvoir exécutif.
- Ishmaël, conte philosophique écrit par l'auteur américain Daniel Quinn paru en 1992 en langue anglaise et en 1997 en langue française.
- Le Gorille  est le héros d'une série de romans français de la collection Série noire, écrit par Antoine Dominique et dont une partie a été adapté pour une série de films au cinéma, ainsi qu'une série télévisée en 1990.

- Le roman du gorille de Georges Trial, (éditions Gallimard, 1936)  (ISBN 9782071021610)
- Sally Jones de Jakob Wegelius qui narre l'histoire d'une jeune femelle gorille vivant parmi les humains (éditions Thierry Magnier, 2016)  (ISBN 2364749662)

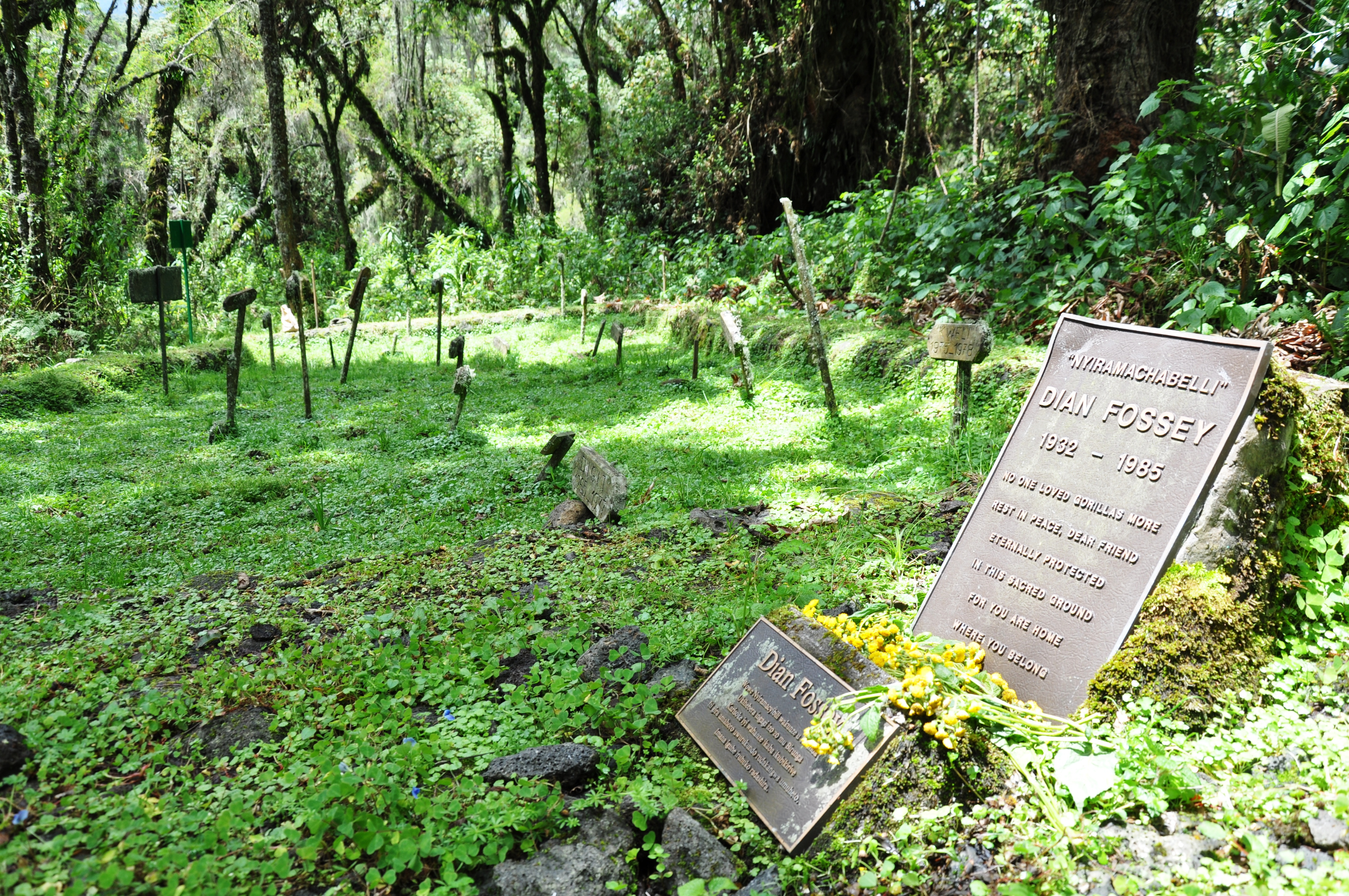
Tombes de Dian Fossey et des gorilles au second plan.

- Les publications de Dian Fossey (titres originaux) :
  - « Making friends with mountain gorillas », Nat. Geogr. 137: 48-67, 1970 ;
  - « More years with mountain gorillas », Nat. Geogr. 140: 574-585, 1971 ;
  - « Living with mountain gorillas », in The Marvels of Animal Behavior 208-229 (T.B. Allen ed., National Geographic Society), 1972 ;
  - « Vocalizations of the mountain gorilla (Gorilla gorilla beringei) », Anim. Behav. 20: 36-53, 1972 ;
  - « Observations on the home range of one group of mountain gorillas (Gorilla gorilla beringei) », Anim. Behav. 22: 568-581, 1974 ;
  - « The behaviour of the mountain gorilla », Ph.D. diss. Cambridge University, 1976 ;
  - « His name was Digit », Int. Primate Protection League (IPPL) 5(2): 1-7, 1978 ;
  - « Mountain gorilla research, 1969-1970 », Nat. Geogr. Soc. Res. Reps. 1969 Projects, 11: 173-176, 1978 ;
  - « Development of the mountain gorilla (Gorilla gorilla beringei) through the first thirty-six months », in The Great Apes 139-186 (D.A. Hamburg & E.R. McCown eds., Benjamin-Cummings), 1979 ;
  - « Mountain gorilla research, 1971-1972 », Nat. Geogr. Soc. Res. Reps. 1971 Projects, 12: 237-255, 1980 ;
  - « The imperiled mountain gorilla », National Geographic 159: 501-523, 1981 ;
  - « Mountain gorilla research, 1974 », Nat. Geogr. Soc. Res. Reps. 14: 243-258, 1982 ;
  - « An amiable giant: Fuertes's gorilla », Living Bird Quarterly 1(summer): 21-22, 1982 ;
  - « Gorillas in the Mist », Houghton Mifflin Company, 1983.
- Publication de Dian Fossey et A.H. Harcourt :
  - « Feeding ecology of free-ranging mountain gorilla (Gorilla gorilla beringei) », in Primate Ecology: Studies of Feeding and Ranging Behaviour in Lemurs, Monkeys and Apes 415-447 (T.H. Clutton-Brock ed., Academic Press), 1977.

### Dans la bande dessinée

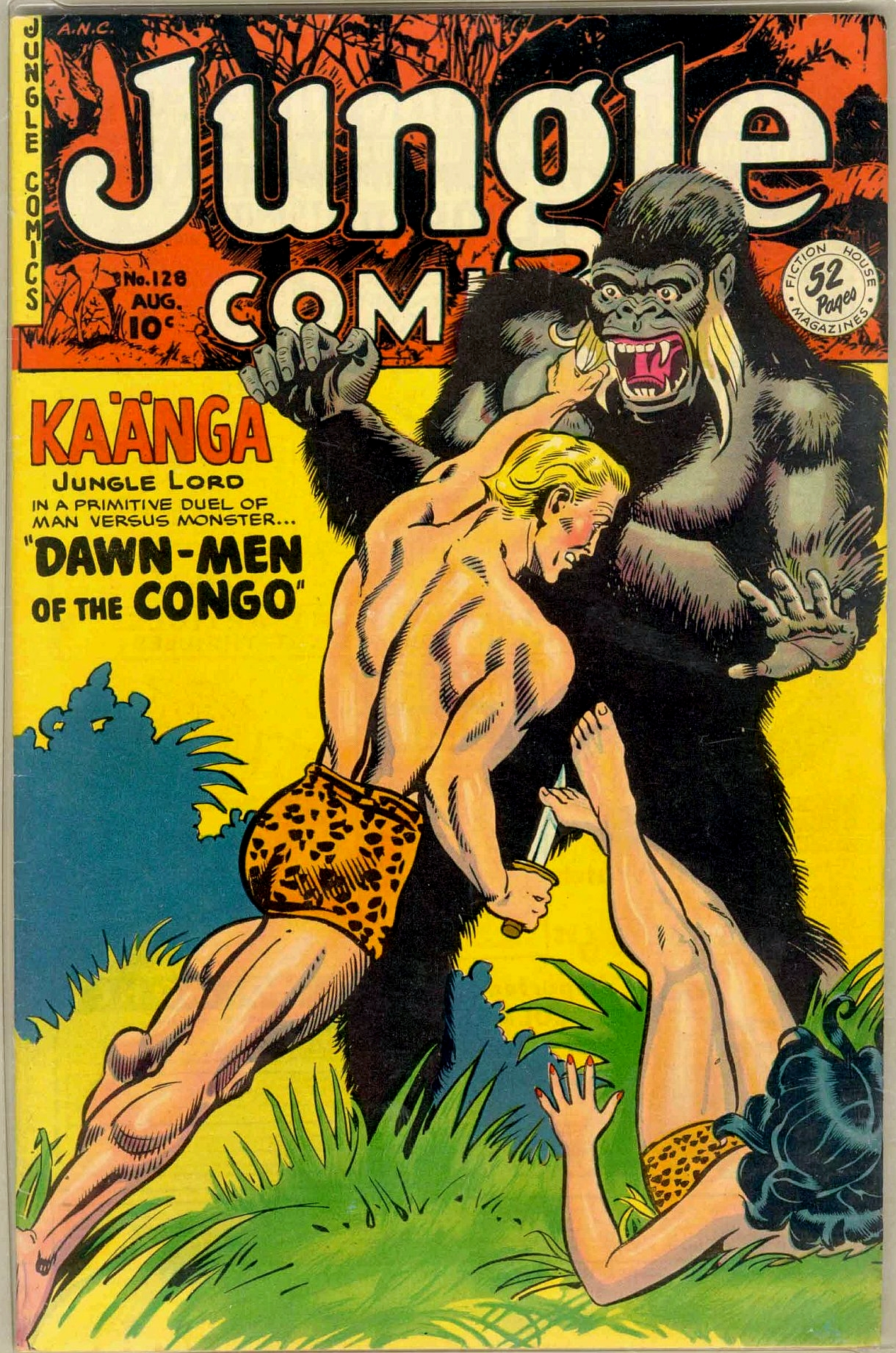
Couverture d'une BD de type tarzanide représentant un gorille de fantaisie.

Outre les bandes dessinées francophones classiques (dont une liste non exhaustive a été établie ci-dessous), les auteurs de bandes dessinées dites « tarzanides », se déroulant dans des jungles improbables, ont beaucoup utilisé le personnage du gorille tantôt menaçant et vindicatif, tantôt sage et débonnaire, comme dans les aventures de Tarzan (et ses amis les manganis, sorte de gorilles évolués), Akim (avec le gorille Kar), Sheena, reine de la jungle, Rulah, Ka-Zar, etc.
- L'Île noire (album de la collection - Les Aventures de Tintin), 1938, par Hergé (un gorille moins dangereux qu'il n'y parait joue un rôle déterminant à la fin de l'histoire).
- Le gorille a bonne mine (album de la collection - Spirou et Fantasio), 1958, par André Franquin (une bande dessinée belge présentant des gorilles débonnaires dans leur milieu naturel).
- Le Quadrumane optimiste (album de la collection Achille Talon), 1976 par Greg (une bande dessinée belge présentant le gorille sous un aspect sympathique).
- Strapontin et le gorille (album de la collection Strapontin), créée par le scénariste français René Goscinny et le dessinateur belge Berck qui évoque le gorille Coco qui avale une potion qui développe l’intelligence, source de nombreuses aventures du héros chauffeur de taxi.
- Rahan est le personnage d'une série de bande dessinée française scénarisée par Roger Lécureux et illustrée par André Chéret, connue sous le nom de Rahan, fils des âges farouches. Dans de nombreux épisodes, le personnage de Rahan qui appartient à la préhistoire rencontre de nombreux singes, notamment des gorilles, généralement dénommés sous le nom de « quatre mains », notamment dans l'épisode « Le Dernier Homme »[47].
- Adieu Brindavoine est un album du dessinateur français Jacques Tardi, publié dans Pilote en 1972, dans lequel apparaît un gorille qui répond au nom d’Albert, animal à-tout-faire de l’industriel Otto Lindenberg, un vieillard handicapé et milliardaire[48].
- Le Tome 4 de la série de bande dessinée Jeannette Pointu "Yeren, le singe qui marchait debout" publié en 1987, voit son intrigue tourner autour du trafic de gorille au Rwanda. Marc Wasterlain rend un profond hommage à Dian Fossey en intégrant son travail et son assassinat comme part importante du scénario.
- Les Helvétiques, est un album de la collection de Corto Maltese écrite et dessinée par Hugo Pratt, publié en 1988. Dans cette bandes dessinée très particulière, Corto Maltese rêve et délire. À la recherche d'un rose magique, il fait la rencontre d'un ogre à l'aspect de gorille au langage châtié, mais qui évoque King Kong.

### Dans la sculpture

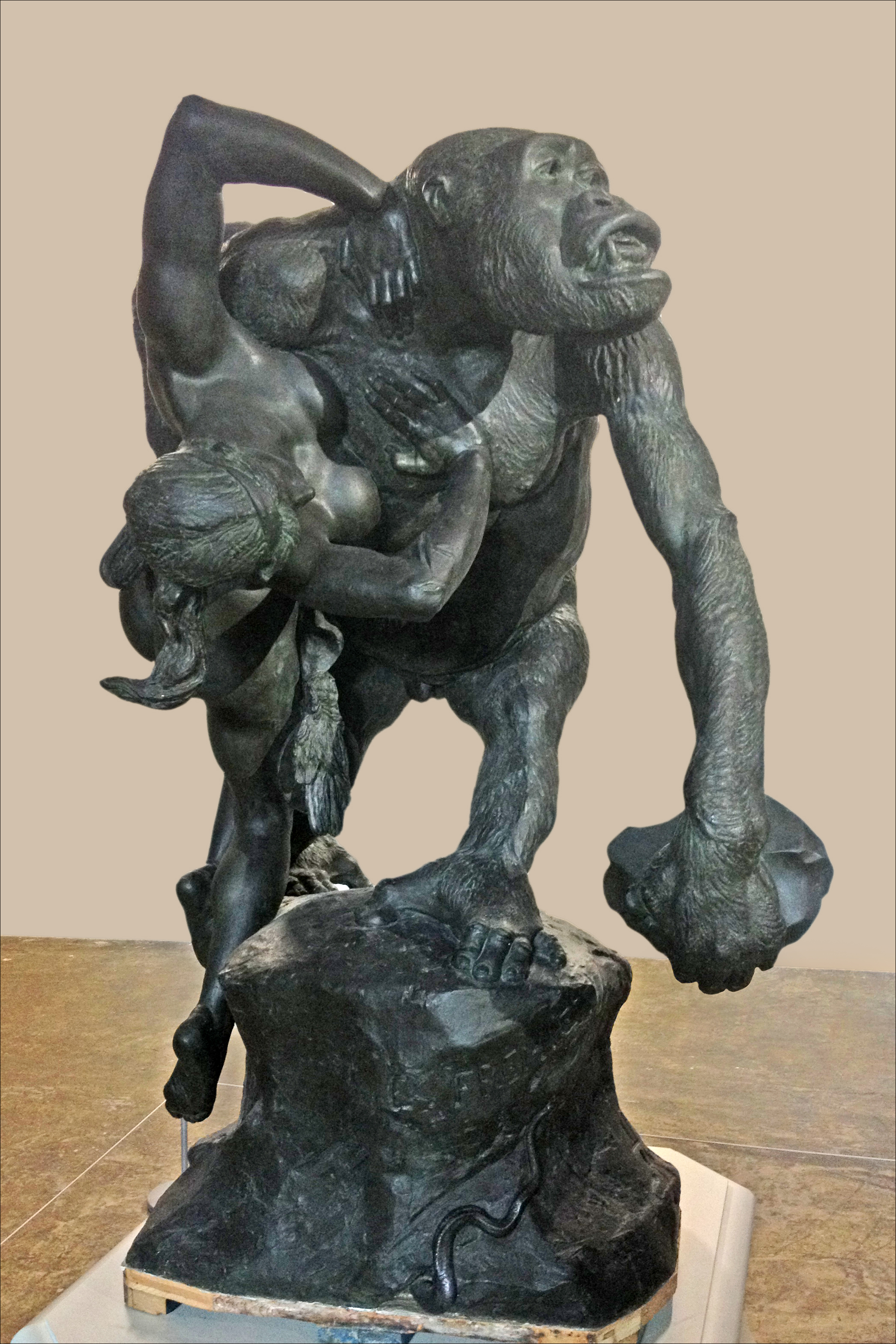
Gorille enlevant une femme d'Emmanuel Frémiet.

- Gorille enlevant une femme est une œuvre sculptée en plâtre réalisée par Emmanuel Frémiet en 1887.
Cette sculpture, différente d'une première version réalisée en 1859, fut récompensée d'une médaille d'honneur lors du Salon de la Société des artistes français de 1887. Elle est considérée comme une des sources d'inspiration du film King Kong[49]

### Dans la chanson
- Le gorille est une chanson de Georges Brassens, incluse dans l'album La Mauvaise Réputation, sorti en 1952. On peut notamment y entendre cette phrase :

« Le gorille est un luron
supérieur à l'homme dans l'étreinte, bien des femmes vous le diront »
- Le groupe musical britannique fictif (ou virtuel) Gorillaz (et qui devait se dénommer Gorilla, à l'origine[50]) enregistre ses albums dans le studio virtuel dénommé « Kong ». Le clip de la première chanson de ce groupe intitulé Clint Eastwood est un film d'animation présentant une meute de gorilles zombies aux yeux rouges poursuivant les musiciens du groupe.
- Gorilla est une chanson du deuxième album studio du chanteur américain Bruno Mars, dénommée Unorthodox Jukebox et sorti en 2012.

### Au cinéma

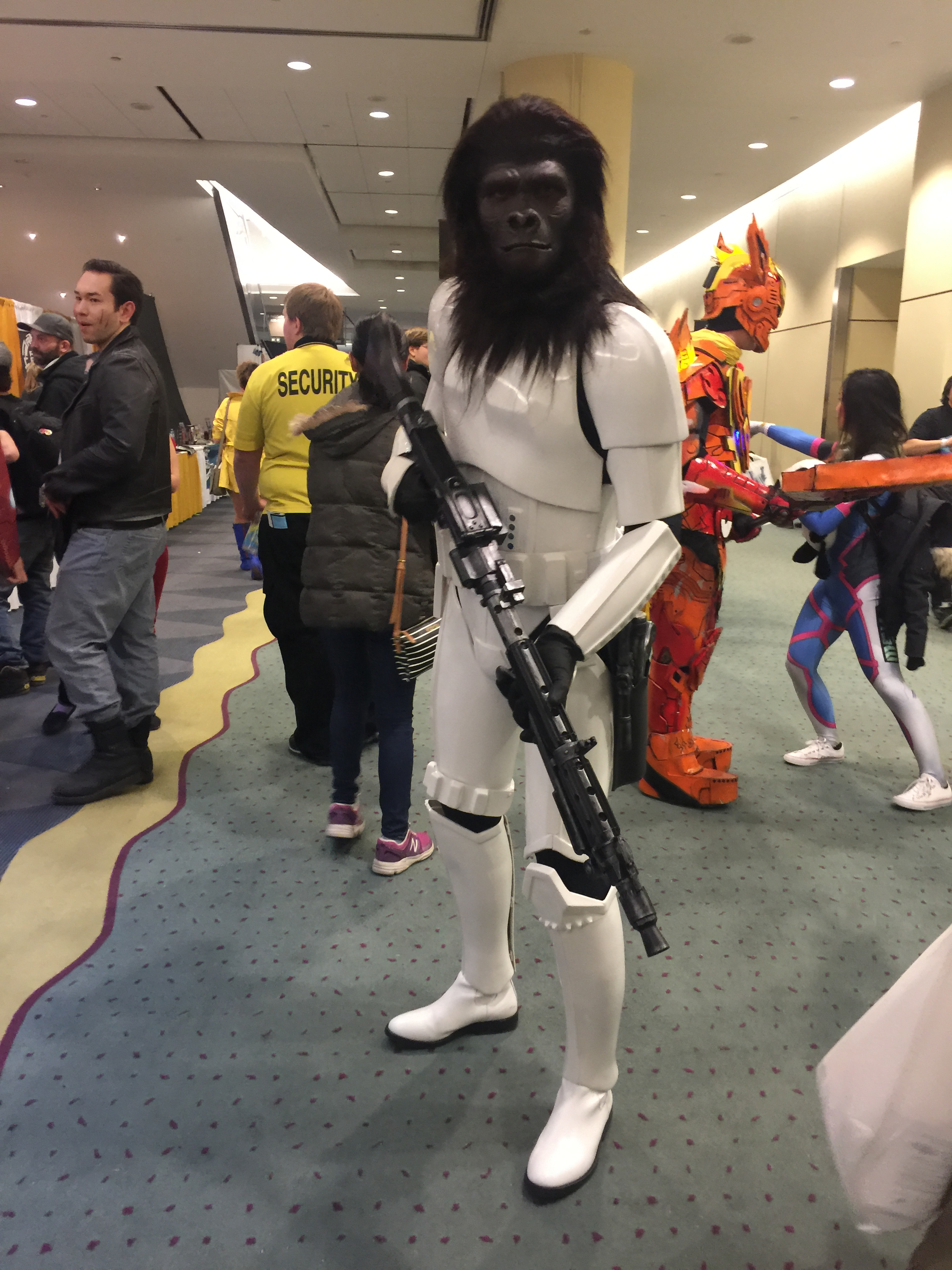
Humain (cosplayer) déguisé en gorille, en référence à la série de La Planète des singes.

La liste non exhaustive, ci-dessous, ne présente que les films dont le titre contient le mot « gorille » ou présentant des gorilles dans leur état naturel (indiqués en caractères gras).
- La série française Le Gorille (série de films)  avec Lino Ventura dans le rôle-titre, dans le premier film et Roger Hanin dans les deux suivants
  - Le Gorille vous salue bien réalisé par Bernard Borderie, sorti en 1957.
  - La Valse du Gorille réalisé par Bernard Borderie, sorti en 1959.
  - Le Gorille a mordu l'archevêque réalisé par Maurice Labro, sorti en 1962.
- Les Gorilles, film français réalisé par Jean Girault sorti en 1964.
- Koko, le gorille qui parle, film documentaire français réalisé par Barbet Schroeder, sorti en 1978.
- Gorilles dans la brume (Gorillas in the Mist: The Story of Dian Fossey dans la version originale) est un film américain, réalisé par Michael Apted, sorti sur les écrans en 1988. Ce film retrace l'engagement de Dian Fossey en Afrique centrale pour la protection des gorilles des montagnes.
- Le Peuple singe est un film documentaire français, réalisé par Gérard Vienne et sorti en 1989[51].
- Gorille, mon ami est un court-métrage français d'Emmanuel Malherbe, diffusé en 1996.
- Les Gorilles revisités, documentaire américain (2006).
- Les Gorilles, film français réalisé par Tristan Aurouet sorti en 2015.
- Instinct, film américain réalisé par Jon Turteltaub, sorti en 1999. Ce film évoque les aventures d'un primatologue parti au Rwanda pour une étude sur un groupe de gorilles.
- Congo, 1995
- George of the jungle, 1997
- Rampage, 2018
- Deux dessins animés de Walt Disney
  - Gare au gorille (The Gorilla Mystery), court métrage de la série de Mickey Mouse, sorti en 1930[52].
  - Donald et le Gorille, (Donald Duck and the Gorilla), court métrage de la série des Donald Duck, sorti le 31 mars 1944.

Et voilà de nombreux films fantastiques présentant un des plus célèbres gorilles, le gorille géant King Kong :
- King Kong, film réalisé par Merian C. Cooper et Ernest B. Schoedsack, sortie en 1933.
- King Kong contre Godzilla, film réalisé par   Ishirō Honda, sorti en 1962.
- La revanche de King Kong, film réalisé par Ishirō Honda, sorti en 1967.
- King Kong, film réalisé par John Guillermin, sorti en 1976.
- King Kong, film réalisé par Peter Jackson, sorti en 2005.
- Kong : Skull Island, film réalisé par Jordan Vogt-Roberts, sorti en mars 2017.
- Godzilla vs Kong, film réalisé par Adam Wingard, sorti en mars 2021.

Et une série télévisée, parodie de Kim Jong II : Kim Kong, réalisée par Simon Jablonka et Alexis Le Sec, diffusée sur Arte en septembre 2017.